# Nieuw-Guinese stronkloper
De Nieuw-Guinese stronkloper (Orthonyx novaeguineae) is een endemische vogelsoort uit Nieuw-Guinea.

## Kenmerken
De Nieuw-Guinese stronkloper is gemiddeld 18 cm lang. De vogel is van boven gespikkeld zwart en bruin, met een roodbruine stuit. Het mannetje heeft opvallende vleugelstrepen, een witte keel en idem buik. Het vrouwtje heeft minder opvallende vleugelstrepen en is roodbruin op de keel. De staart loopt spits toe.

## Leefwijze
Deze vogels zijn insecteneters die hun voedsel in de strooisellaag zoeken in kleine groepjes of in paren. Bij verstoring vliegen ze op en daarbij maken de vleugels een snorrend geluid.

## Verspreiding en leefgebied
Nieuw-Guinese stronkloper komt voor in montaan bos tussen de 1200 en 2800 m boven de zeespiegel op de kale bosbodem. Het is een schaarse vogelsoort die voorkomt in het berggebied van de Vogelkop in West-Papoea (Indonesië) en daarnaast op meer plaatsen in het centrale bergland zowel in Papoea als in Papoea-Nieuw-Guinea.
De soort telt twee ondersoorten:
- O. n. novaeguineae: de Vogelkop in noordwestelijk Nieuw-Guinea.
- O. n. victorianus: westelijk-centraal en zuidoostelijk Nieuw-Guinea.

## Status
Er is aanleiding te veronderstellen dat de soort in aantal stabiel blijft. Om deze redenen staat deze stronkloper als niet bedreigd op de Rode Lijst van de IUCN.